# Kim Island
Kim Island ist eine unbewohnte Insel im australischen Bundesstaat Western Australia. Die Insel gehört zu den Sir-Graham-Moore-Inseln. Sie ist 15,7 Kilometer vom australischen Festland entfernt. 
Die Insel ist 820 Meter lang, 500 Meter breit und ist fünf Meter hoch. In der Nähe liegen die Inseln Scorpion Island. Sir Graham Moore Island und Carronade Island.